# Mellendorfer Windmühle
Die Mellendorfer Windmühle, auch Windmühle auf dem Wohlenberg oder Mühle Pries, ist eine denkmalgeschützte ehemalige Windmühle in Mellendorf, einem Ortsteil von Wedemark in der Region Hannover in Niedersachsen.

## Vorgeschichte – Mellendorfer Bockwindmühle
Die älteste Erwähnung einer Windmühle auf dem Wohlenberge in Mellendorf stammt aus dem Jahr 1650. Für die als Herrenmühle oder hochherrschaftliche Erbenzinsmühle bezeichnete Bockwindmühle wurde ein jährlicher Erbzins an das Amt Burgwedel gezahlt. Die Mühle war Zwangsmühle für Mellendorf und sechs weitere umliegende Dörfer. Seit 1745 betrieben sieben Generationen der Müllerfamilie Pries die Mellendorfer Mühle.

## Geschichte

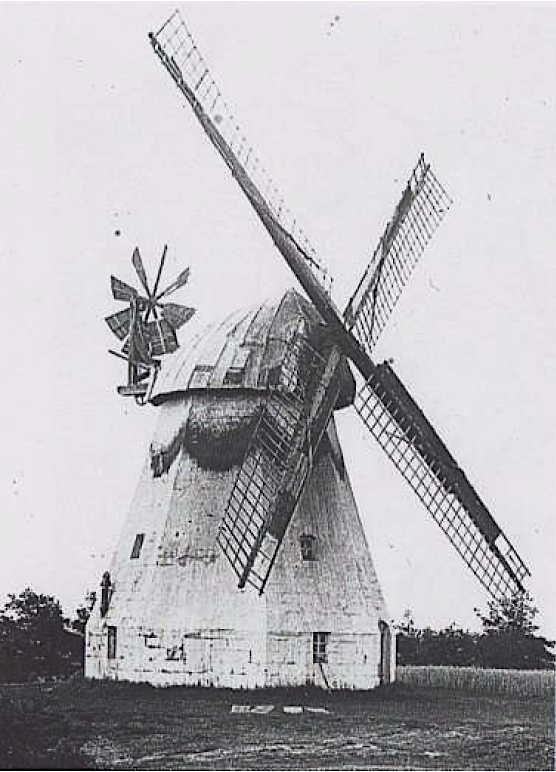
Mühle auf dem Wohlenberg (1880er Jahre)

Johann Heinrich Pries ließ 1853/54 als Ersatz für die verschlissene Bockwindmühle etwa 100 m weiter westlich eine massive Erdholländermühle, oder auch Turmwindmühle, errichten. Der Mühlenbauer war wahrscheinlich Friedrich Heidemann aus Horst oder Hannover, der in den 1850er und 1860er Jahren einige weitere Mühlen im Raum Hannover baute. 
Rechte und Pflichten der abgebrochenen Bockwindmühle gingen auf die neue Mühle über.
Nach der Preußischen Annexion des Königreichs Hannover 1866 wurde im Jahr 1871 der Mühlenzwang aufgehoben.
Der weiter fällige Erbzins konnte erst in den 1890er Jahren abgelöst werden.
Die Herstellung von Mehl wurde in den 1920er Jahren nach und nach eingestellt. Es wurde nur noch Viehfutter geschrotet.
Im September 1944 legte der Müller die Mühle still, als er nach vorübergehender Freistellung wieder zum Militär einberufen wurde.
Im April 1945 wurde die Mühle für den Volkssturm beschlagnahmt. Die Wehrmacht lagerte dafür im Gebäude Waffen. Die kurz darauf anrückenden amerikanischen Truppen vermuteten eine deutsche Stellung und nahmen die Mühle unter Beschuss. Das Mahlwerk und die Inneneinrichtung gingen dabei verloren. Nur oben in der Kappe blieben die rund 50 cm dicke Flügelwelle und einige große Zahnräder erhalten.
Die Mühle stand bis zum Ende der 1960er Jahre leer.
Dann wurde sie zu Wohnzwecken ausgebaut und einige Jahre in den Sommermonaten und als Wochenendhaus genutzt.
Seit den 1950er Jahren nutzten Jugendliche die Mühle als Begegnungsraum. 
Auf Anregung des Kreisjugendpflegers mieteten Ende der 1970er Jahre einige Jugendliche aus Mellendorf und Umgebung die Mühle als „Wochenendhaus und Treffpunkt“.
In den 1980er Jahren wurde die Mühle als Wochenendhaus verpachtet.
Heute dient sie als Privatwohnung.
Die Mühle wurde 2015 zu einer Station der Niedersächsischen Mühlenstraße.

## Beschreibung

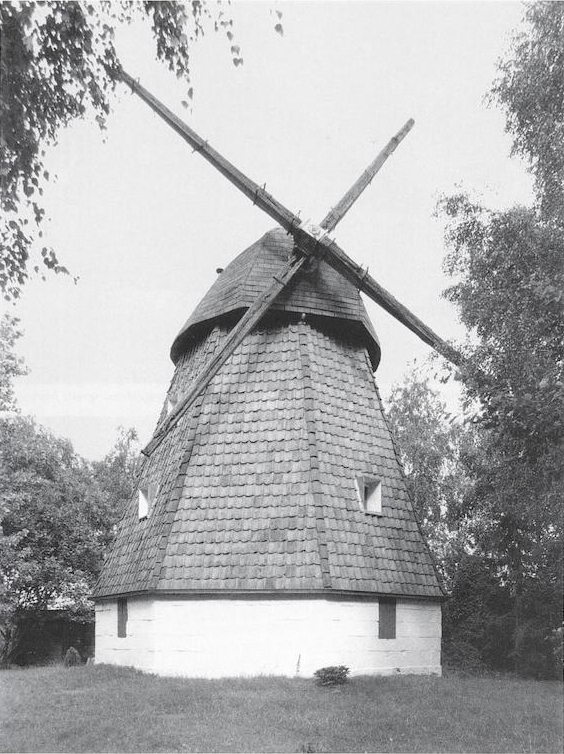
Verkleidete Mühle mit Flügelkreuz (2005)

Die Mühle wurde etwa 750 m südwestlich von Mellendorf auf einer kahlen Anhöhe auf freiem Feld errichtet und war weithin sichtbar. Sie galt als ein Wahrzeichen von Mellendorf.
Die weißgetünchten Außenmauern des achtkantigen Mühlenkörpers waren aus großen Sandsteinquadern gebaut. Diese waren mit Pferdefuhrwerken aus Hannoversch Münden geliefert worden.
Sie hatte vier aus Eichenholz gefertigte Mahlgänge, je einen Roggen-, Weizen-, Schrot- und Grützgang.
Aufgrund der konischen Form des Mühlenkörpers sind die Fugen zwischen den Sandsteinquadern leicht nach innen geneigt, wodurch Regenwasser eindringen könnte. Als Schutz vor der Witterung wurden die Außenwände der Mühle im Jahr 1997 rundum mit auf einer Unterkonstruktion angebrachten roten Dachziegeln verkleidet.
Die bootsförmige Mühlenkappe ist erhalten.
Die Mühlenflügel sind in den 1960er Jahren zerfallen. Die erhalten gebliebenen Balken des Flügelkreuzes wurden im Jahr 2011 sicherheitshalber abmontiert. Wellkopf und die Flügelwelle sind erhalten.
Zur neu gebauten Mühle gehörten 1854 ein kleines Müllerhaus und etwa ein halber Hektar Gartenland. 
Später wurden einige Hektar Ackerland dazu erworben.
Quer über das Grundstück wurde 1890 die Bahnstrecke Hannover-Visselhövede gebaut.
Am Wohlenberg wurde zwischen der Mühle und der Bahnstrecke wurde vom Zweiten Weltkrieg bis in die 1950er Jahre Sand abgebaut und zu Mörtel verarbeitet.
Zwischen dem Ortskern von Mellendorf und der Mühle entstand in den 1960er Jahren ein Wohngebiet. Die Südansicht blieb bislang unverbaut.

## Denkmalschutz
„Die einst freistehende Holländerwindmühle wurde 1853 am Wohlenberg, am südlichen Ortsrand von Mellendorf, anstelle einer Bockwindmühle erbaut. Ihre massive Bauweise aus Sandsteinquadern ist vergleichsweise selten, und trotz der Teilzerstörung ihrer Mahltechnik in den letzten Kriegstagen 1945 ist sie in der Ausprägung ihrer Bauform beispielhaft. Zudem besteht an ihrer Erhaltung sowohl aufgrund der geschichtlichen Bedeutung für die Orts- und Technikgeschichte als auch wegen ihrer städtebaulichen Bedeutung mit prägendem Einfluss auf das Straßenbild ein öffentliches Interesse.“